# Gieorgij Catoire
Gieorgij Lwowicz Catoire, Katuar (ros. Георгий Львович Катуар; ur. 15 kwietnia?/27 kwietnia 1861 w Moskwie, zm. 21 maja 1926 tamże) – rosyjski kompozytor i teoretyk muzyczny pochodzenia francuskiego.

## Życiorys
Uczył się gry na fortepianie w Konserwatorium Moskiewskim u Karla Klindwortha. W 1884 roku ukończył studia matematyczne na Uniwersytecie Moskiewskim, następnie wyjechał do Berlina, gdzie w latach 1885–1887 kontynuował naukę u Klindwortha. Po powrocie do Moskwy studiował u Nikołaja Rimskiego-Korsakowa, Siergieja Taniejewa, Antona Arienskiego i Anatolija Ladowa. Od 1916 roku do śmierci wykładał kompozycję w Konserwatorium Moskiewskim. Do jego uczniów należeli Aleksandr Abramski, Dmitrij Kabalewski i Władimir Fere.

## Twórczość
W okresie studiów w Berlinie był wielbicielem Wagnera, później uległ wpływom Czajkowskiego i kompozytorów francuskich (Franck, Debussy). Uważany jest za jednego z pionierów radzieckiej teorii muzyki, w swojej pracy zajmował się problemem późnoromantycznej harmoniki i tonalności, rytmu i form złożonych. Jest autorem rozpraw Tieorieticzeskij kurs garmonii (1924–1925) oraz Muzykalnaja forma (wydane pośmiertnie 1934–1936).
Skomponował m.in. kantatę Rusałka (1888), symfonię c-moll (1889), koncert fortepianowy (1909) i dwie sonaty skrzypcowe (1900, 1906).